# アイドリング!!!の飛び出すラジオ（嘘）
アイドリング!!!の飛び出すラジオ（嘘）（アイドリング!!!のとびだすラジオ かっこうそ）は、アイドリング!!!がパーソナリティを務めるスカパー!のスターデジオで放送されていたラジオ番組。

## パーソナリティー
- アイドリング!!!メンバー数人が、交代で出演。
- 基本的に2本録りで2週連続同一メンバーで収録、放送していたが2010年8月19日～11月18日、12月16日放送分から河村唯、朝日奈央をメインMCに他メンバーがゲスト形式で3週ごとに出演。
- 2011年3月31日を以って終了。

## 内容
| 回 | 年月日         | 出演者                             | 企画                                                                         |
| -- | -------------- | ---------------------------------- | ---------------------------------------------------------------------------- |
| 1  | 2009年10月1日  | 横山、河村、大川                   | アイドリング!!!自己紹介･質問カードトーク                                     |
| 2  | 2009年10月8日  | 河村、横山、大川                   | まとめて話せ30秒トーク                                                       |
| 3  | 2009年10月15日 | 遠藤、朝日、橘                     | アイドリング!!!自己紹介･質問カードトーク                                     |
| 4  | 2009年10月22日 | 朝日、遠藤、橘                     | リーダー知らなきゃ感じ悪い!メンバークイズ                                    |
| 5  | 2009年10月29日 | 外岡、三宅、橋本                   | 手のひらの勇気&ラブマジック♡フィーバー30秒ピーアール･質問カードトーク        |
| 6  | 2009年11月5日  | 三宅、外岡、橋本                   | せーので合わせようジャスト21                                                 |
| 7  | 2009年11月12日 | 谷澤、長野、酒井                   | 質問カードトーク                                                             |
| 8  | 2009年11月19日 | 酒井、谷澤、長野                   | まとめて話せ30秒トーク                                                       |
| 9  | 2009年11月26日 | フォンチー、菊地                   | 質問カードトーク                                                             |
| 10 | 2009年12月3日  | 菊地、フォンチー                   | 相棒クイズ                                                                   |
| 11 | 2009年12月10日 | 橘、外岡、三宅                     | 手のひらの勇気&ラブマジック♡フィーバー紹介･ピロリン!お便りング!!!            |
| 12 | 2009年12月17日 | 外岡、三宅、橘                     | アイドリング!!!ニュース2009                                                  |
| 13 | 2009年12月24日 | フォンチー、朝日、橋本             | 飛び出すクイズ2009                                                           |
| 14 | 2009年12月31日 | 橋本、朝日、フォンチー             | お正月特別企画一句詠んでもよかですか                                         |
| 15 | 2010年1月7日   | 長野、河村、菊地、三宅、大川、橋本 | 今年の目標･ピロリン!メールだよお便りング!!!                                  |
| 16 | 2010年1月14日  | 大川、河村、長野、菊地、三宅、橋本 | Girlは卒業大人クイズ                                                         |
| 17 | 2010年1月21日  | 朝日、河村、橘                     | S.O.W. センスオブワンダーリリース直前スペシャル･新曲をまとめて話せ30秒トーク |
| 18 | 2010年1月28日  | 河村、朝日、橘                     | 人生＝食事ナリセンスオブカロリー                                             |
| 19 | 2010年2月4日   | 横山、谷澤、酒井                   | ピロリン!メールだよお便りング!!!                                             |
| 20 | 2010年2月11日  | 谷澤、横山、酒井                   | クイズ駆け引き妄想族                                                         |
| 21 | 2010年2月18日  | 遠藤、長野、大川                   | 愛愛アイドリング!!!                                                          |
| 22 | 2010年2月25日  | 遠藤、長野、大川                   | SUNRISEリリース直前スペシャル･3で落とせSUNRISEどーん                         |
| 23 | 2010年3月4日   | 橘、横山、河村                     | 愛愛アイドリング!!!Part2                                                     |
| 24 | 2010年3月11日  | 河村、横山、橘                     | やらまいかポジティブ悩み相談                                                 |
| 25 | 2010年3月18日  | 菊地、フォンチー、橋本             | プチプチフォンチング!!!                                                      |
| 26 | 2010年3月25日  | 橋本、フォンチー、菊地             | 楓クイズアタック21号                                                         |
| 27 | 2010年4月1日   | 酒井、遠藤、森田                   | 酒井瞳のてげてげ一人暮らし                                                   |
| 28 | 2010年4月8日   | 遠藤、森田、酒井                   | 地元を愛してるのはどっち?じもティング!!!                                     |
| 29 | 2010年4月15日  | 遠藤、谷澤、菊地                   | 先輩抜打ちチェッキング!!!                                                    |
| 30 | 2010年4月22日  | 菊地、遠藤、谷澤                   | あの頃はみんな若かったフラッシュバッキング!!!                                |
| 31 | 2010年4月29日  | 谷澤、菊地、遠藤                   | こんな時まいぷる                                                             |
| 32 | 2010年5月6日   | 酒井、外岡、長野                   | 酒井瞳初冠番組さかっちング!!!                                                |
| 33 | 2010年5月13日  | 長野、外岡、酒井                   | せりなが選ぶ好きなアニメベスト3･ぷに様リクエスト!!!                          |
| 34 | 2010年5月20日  | 外岡、長野、酒井                   | ピロリン!お便りング!!!                                                       |
| 35 | 2010年5月27日  | 河村、フォンチー、橋本             | 帰ってきたポジティブ悩み相談                                                 |
| 36 | 2010年6月3日   | フォンチー、河村、橋本             | 目には青葉 山ホトトギス 初恋リリース直前スペシャル･質問カードトーク          |
| 37 | 2010年6月10日  | 橋本、河村、フォンチー             | アイドリングベストパートナーング!!!                                          |
| 38 | 2010年6月17日  | 横山、朝日、大川                   | 大学生っぽく答えます大学イング!!!                                            |
| 39 | 2010年6月24日  | 大川、朝日、横山                   | 2人を関西色に染めたるで!なんでやねング!!!                                    |
| 40 | 2010年7月1日   | 朝日、横山、大川                   | アイドリングベストパートナーング!!!                                          |
| 41 | 2010年7月8日   | 三宅、朝日、野元、尾島             | 沖縄楽しかったよチャンプルング!!!･ひぃちゃんに聞いちゃえ!ひぃちゃんリング!!! |
| 42 | 2010年7月15日  | 朝日、三宅、野元、尾島             | BEST先輩ング!!!                                                              |
| 43 | 2010年7月22日  | 三宅、朝日、野元、尾島             | プールサイド大作戦作戦会議･4期生もまとめて話せ30秒トーク                     |
| 44 | 2010年7月29日  | 横山、朝日、倉田、伊藤             | 新曲をまとめて話せ30秒トーク                                                 |
| 45 | 2010年8月5日   | 朝日、横山、倉田、伊藤             | 4期は何を考えている?クイズ4期ング!!!                                         |
| 46 | 2010年8月12日  | 横山、朝日、倉田、伊藤             | 今夜開廷裁判イング!!!                                                        |
| 47 | 2010年8月19日  | 朝日、河村、後藤                   | アイドリング夏の大反省会ング!!!･夏はまだまだ野望ング!!!                      |
| 48 | 2010年8月26日  | 河村、朝日、後藤                   | 真夏のミステリークイズ郁ング!!!                                              |
| 49 | 2010年9月2日   | 朝日、河村、後藤                   | 3人選べばいいじゃんユニッティング!!!                                         |
| 50 | 2010年9月9日   | 河村、朝日、橋本                   | この夏はやりきった？アイドリング夏を思い出しング!!!                          |
| 51 | 2010年9月16日  | 朝日、河村、橋本                   | 目指せPOPなラジオDJ、イントロ曲紹介ング!!!                                   |
| 52 | 2010年9月23日  | 朝日、河村、菊地、三宅             | ハタチの決意ング!!!＆ハタチの魅力ムンムング!!!                               |
| 53 | 2010年9月30日  | 朝日、三宅、菊地、河村             | 2期でピッタリ合わせましょう、合い合いアイドリング!!!                         |
| 54 | 2010年10月7日  | 河村、朝日、外岡、谷澤             | 知ってて当たり前!、アイドリング楽曲クイズ!!!                                 |
| 55 | 2010年10月14日 | 朝日、河村、外岡、谷澤             | あの頃を思い出そう、日記読み返しング!!!                                      |
| 56 | 2010年10月21日 | 外岡、谷澤、河村、朝日             | アイドリングベストパートナーング!!!                                          |
| 57 | 2010年10月28日 | 外岡、谷澤、朝日、河村             | 目指せPOPなラジオDJ、イントロ曲紹介ング!!!                                   |
| 58 | 2010年11月4日  | 河村、朝日、後藤、尾島             | TOKYO朝日コレクション2010秋!!!&推薦グ!!!                                     |
| 59 | 2010年11月11日 | 朝日、河村、後藤、尾島             | バトル暗記ング!!!                                                            |
| 60 | 2010年11月18日 | 河村、朝日、後藤、尾島             | eve発売記念グ!!!まとめて話せ30秒トーク                                       |
| 61 | 2010年11月25日 | 朝日、長野、酒井、菊地             | 同期だからこそダメ出しング!!!                                                |
| 62 | 2010年12月2日  | 長野、朝日、酒井、菊地             | どっちのK-バトリング!!!                                                      |
| 63 | 2010年12月9日  | 酒井、菊地、朝日、長野             | 目指せPOPなラジオDJ、イントロ曲紹介ング!!!                                   |
| 64 | 2010年12月16日 | 朝日、河村、橘、倉田、野元         | 東京から大阪から名古屋、大移動ング!!!                                        |
| 65 | 2010年12月23日 | 朝日、河村、橘、倉田、野元         | Xmasケーキ争奪戦グ!!!失敗しちゃうと食べれま10。                              |
| 66 | 2010年12月30日 | 朝日、河村、橘、倉田、野元         | アイドリング!!!2010大反省会ング!!!&年末だからただ歌ってみようング!!!         |
| 67 | 2011年1月6日   | 朝日、遠藤、河村、倉田、尾島       | 一年の計は1月6日にありング!!!&めくってみないと分らない質問かるたイング!!!    |
| 68 | 2011年1月13日  | 朝日、遠藤、河村、倉田、尾島       | 2011年勝手に大予想ング!!!&めくってみないと分らない質問かるたイング!!!        |
| 69 | 2011年1月20日  | 朝日、遠藤、河村、倉田、尾島       | クイズダジャレネーミング!!!                                                  |
| 70 | 2011年1月27日  | 河村、朝日、酒井、伊藤             | まだ一月だからギリだよね、年末年始ング!!!                                    |
| 71 | 2011年2月3日   | 朝日、河村、酒井、伊藤             | 23号って実は○○なんじゃねぇ？、妄想ング!!!                                    |
| 72 | 2011年2月10日  | 朝日、河村、酒井、伊藤             | 別キャラお試しング!!!                                                        |
| 73 | 2011年2月17日  | 朝日、河村、大川、尾島             | 楽屋クイーン決定ング!!!                                                      |
| 74 | 2011年2月24日  | 朝日、河村、大川、尾島             | やらかいはぁと発売記念ング!!!                                                |
| 75 | 2011年3月3日   | 朝日、河村、大川、尾島             | ほめ祭ング!!!                                                                |
| 76 | 2011年3月10日  | 朝日、河村、倉田、後藤             | SISTERS発売1週間前ング!!!                                                    |
| 77 | 2011年3月17日  | 朝日、河村、倉田、後藤             | チーム学ラン、男の友情確かめング!!!                                          |
| 78 | 2011年3月24日  | 朝日、河村、倉田、後藤             | 河村唯のオールナイト浜松                                                     |
| 79 | 2011年3月31日  | 朝日、河村                         | 2人だけで30分うめ朝トーキング!!!                                             |

- MC担当がテーマ発表、そのテーマに沿ったメンバー自己紹介の後、フリートークや週替わりの様々な企画を行なう。基本的にはオープニング→1曲目→企画前半→2曲目→企画後半→3曲目（フェードイン後BGM）→エンディングという流れ。
- 2010年6月17日放送分から「飛び出すキーワード(嘘)」というプレゼント企画が始まる、毎週出されるキーワード3週分を送るとサイン入り色紙が当たる。